# 이순신 유물 일괄
이순신 유물 일괄(李舜臣 遺物 一括)은 대한민국 충청남도 아산시, 현충사에 보관하고 있는 충무공 이순신의 유물이다. 1963년 1월 21일 대한민국의 보물 제326호로 지정되었다.

## 개요
충청남도 아산시 현충사에 보관하고 있는 충무공 이순신의 유물들이다.
이순신(1545∼1598) 장군은 선조 9년(1576) 병과에 급제하여, 47세 때 전라좌도수군절도사가 되었다. 그는 왜군의 침략을 예견하고 군비를 비축하고 거북선을 제작하였다. 마침내 이듬해인 1592년 임진왜란이 발발하고 그는 적을 공격하기 전에 먼저 전황을 면밀히 분석하여 한산도, 옥포, 명량 해전 등에서 혁혁한 공을 세웠으나, 노량해전(1598)에서 적의 유탄을 맞고 숨을 거두었다. 그의 숭고한 정신과 통솔력은 임진왜란 중 가장 뛰어난 무장으로서 민족사에 길이 남을 인물로 죽은 뒤에는 충무라는 시호를 받았으며, 『난중일기』와 그의 유품들이 현재 현충사에 보관되어 있다.
그의 유품에는 그가 전쟁 당시 사용했던 것으로 보이는 길이 197.5cm의 장검 2점과 갓 머리에 장식으로 달았던 것으로 보이는 옥로 1점, 관복을 입을 때 두르던 각대와 모습이 같은 허리띠(요대) 1점, 복숭아 모양을 한 술잔 1쌍이 있다.
이순신 유물 일괄(李舜臣 遺物 一括)은 임진왜란 중에 그가 사용하던 것으로, 그의 숭고한 정신이 서려있는 유물인 동시에 당시의 사회상을 살펴볼 수 있는 중요한 자료이다.

## 갤러리

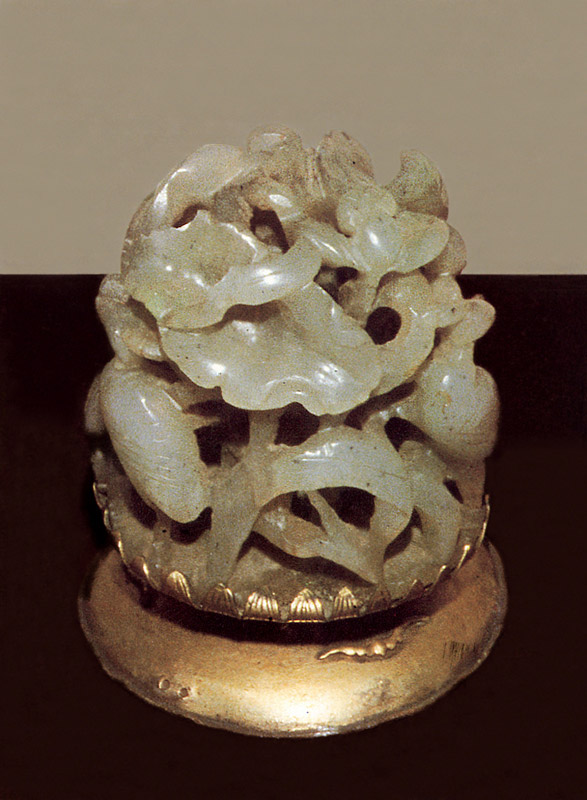
옥로
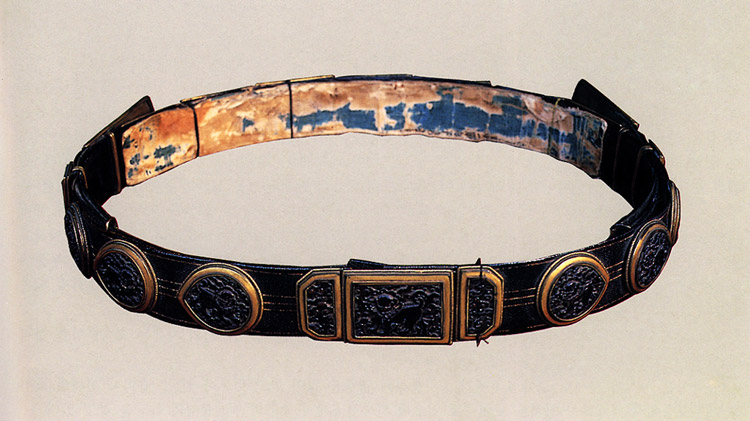
요대

## 같이 보기
- 이순신

## 참고 자료
- 이순신 유물 일괄 - 국가유산청 국가유산포털